# José Antonio Suárez
José Antonio Suárez Miranda (Pravia, Asturias; 22 de octubre de 1990), también conocido como Cohete Suárez, es un piloto de rally español. Ha sido campeón del Campeonato de España de Rally de Tierra en 2017 y 2023, de la Volant Peugeot de Francia en 2015, subcampeón de la Academia WRC en 2012 y de Asturias en 2010, dos veces campeón del Súper Campeonato de España de Rally en 2021 y 2023, y medallista de oro en los Motorsport Games de la FIA de 2024. Su copiloto es Alberto Iglesias y en el pasado estuvo copilotado por Cándido Carrera, entre otros.

## Trayectoria

### Comienzos
Debutó en rallies en pruebas del campeonato de Asturias en abril de 2009 con un Citroën C2 GT. Acudió a Galicia para participar en pruebas del regional gallego como el Rally Cidade de Narón, y debutó en el campeonato de España ese mismo año en el Rally de Ferrol. Posteriormente disputaría cinco pruebas más del calendario logrando un décimo segundo puesto en el Rally Príncipe de Asturias como mejor resultado. A final de año debutó en el certamen de tierra con un Mitsubishi Lancer Evo X. Al año siguiente alterna el regional asturiano, donde logra una victoria (Rally Villa de Pravia) y tres podios que le vale para alcanzar el subcampeonato; el nacional de asfalto con un Renault Clio R3 con el que logra el campeonato júnior, la victoria en la categoría R3 y el segundo puesto en la categoría 2RM; y el nacional de tierra con un Mitsubishi Lancer Evo X en el que obtiene un segundo puesto y una victoria en Rioja. En el mes de octubre debuta en el campeonato del mundo con un Ford Fiesta R2 en el Rally Cataluña.

### Campeonato del Mundo

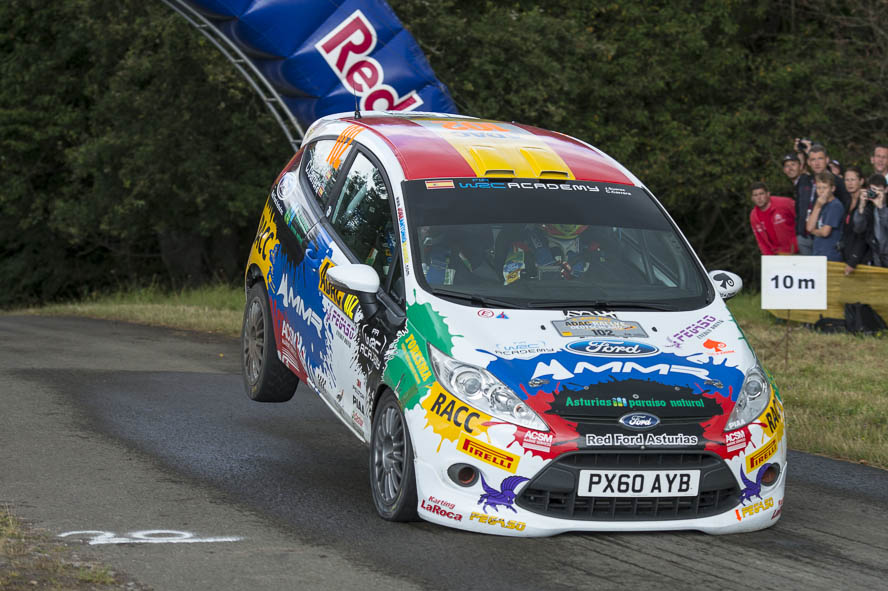
Suárez en el Rally de Alemania de 2012 con el Ford Fiesta R2.

En 2011 dio el salto al campeonato del mundo participando en la Academia WRC con un Ford Fiesta R2. En las dos primeras citas Portugal y Cerdeña abandonó y en Finlandia logró terminar en la décima posición. En Alemania consiguió ser cuarto a quince segundos del podio pero luego en Alsacia consiguió su primer podio tras finalizar segundo por detrás del inglés Alastair Fisher y por delante de su compatriota Yeray Lemes. En la última cita, Gran Bretaña fue undécimo y finalizó noveno en la clasificación final del certamen. Además del mundial alternó pruebas regionales de Asturias y Galicia y acudió a tres citas del campeonato de España, abandonando en dos, Ourense y Príncipe de Asturias, y siendo cuarto en Madrid con un Mitsubishi Lancer Evo X. Al año siguiente repite programa en el mundial con mejores resultados. Es quinto en Portugal y Grecia, cuarto en Finlandia y logra el segundo puesto en Alemania y Alsacia. Acude a la última cita, Cataluña, donde consigue la victoria y termina segundo en el campeonato. De nuevo participa en el nacional donde suma dos abandonos: Ourense y Llanes y viaja al extranjero para disputar una prueba en Francia (Rallye Terre de l'Auxerrois) y otra en Bélgica (Rallye de la Famenne) sin demasiado éxito. En 2013 la Academia WRC cambia su nombre por Campeonato Mundial Júnior y Suárez lo afronta de nuevo con el Fiesta pero esta vez con un arranque de temporada mucho mejor: es segundo en Portugal y primero en Grecia, mientras que en Finlandia y Alemania es noveno y quinto respectivamente. Con dos citas por disputarse Suárez tiene opciones para proclamarse campeón, siendo su principal adversario el sueco Pontus Tidemand, sin embargo falla en Alsacia, por avería mecánica y en Cataluña, por accidente, por lo que termina tercero en el campeonato llegando incluso a perder la segunda posición en favor de Yeray Lemes. En el campeonato de España afronta un programa más ambicioso con siete participaciones. Logra el sexto puesto en Asturias y el quinto en el Sierra Morena con el Fiesta R2 y acude a Madrid con un Mitsubishi Lancer Evo IX donde logra la victoria, la primera en el certamen, por un escaso margen de 1,2 segundos de diferencia sobre el Evo X de Alberto Meira.
En 2014 su programa se reduce solo a pruebas sueltas del campeonato de España. Disputa Rally Tierras Altas de Lorca del nacional de tierra con victoria, y en el certamen de asfalto participa en el Rías Baixas y el Comunidad de Madrid con abandono en ambos casos. Fuera de España disputa el Rally de Portugal, Polonia, Finlandia y el Rajd Warmiński, del campeonato polaco. Solo en la prueba lusa consigue terminar mientras en el resto abandona por averías mecánicas o accidentes. 

### Campeón Volant Peugeot
En 2015 acude a Francia para disputar la Volant Peugeot. Con un Peugeot 208 R2 participa en siete pruebas logrando cuatro victorias: Rallye Terre des Causses, Rallye d'Antibes - Côte d'Azur, Rallye Mont-Blanc Morzine y Rally du Var y se proclama vencedor.
Al año siguiente regresa al mundial con Peugeot a los mandos de un Peugeot 208 T16 con el que disputa el WRC 2. Participa en seis pruebas y suma dos abandonos (Cerdeña y Francia) y termina en las otras logrando un sexto puesto en Montecarlo como mejor resultado. Finalizó décimo noveno.

### Campeón de España

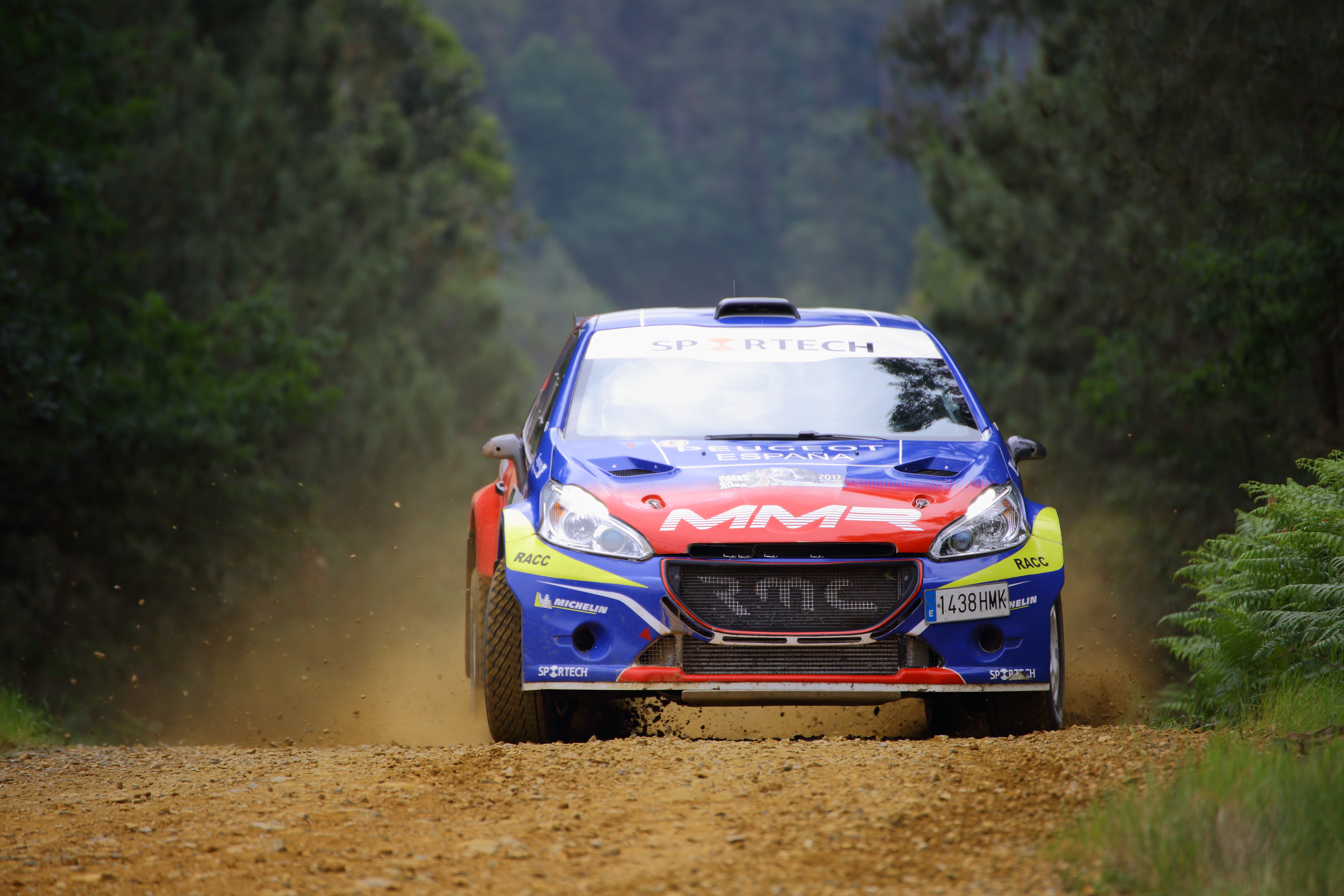
En 2017 Suárez logra su primer título nacional al proclamarse vencedor del certamen de tierra con Peugeot.

En 2017 aborda el campeonato de España de rally de tierra y el ERC Júnior U28 del campeonato de Europa. En España, de cinco pruebas que disputa con el Peugeot 208 N5 logra la victoria en tres: Lorca, Terra da Auga y Extremadura, y es segundo en Navarra y Cervera, suficiente para poclamarse campeón sin disputar las últimas dos citas. En el europeo corre seis pruebas, logrando como mejores resultados un cuarto puesto en el Rally Liepaja, mientras que en la categoría ERC Júnior se sube al podio en dos citas: tercero en el Rajd Rzeszowski y segundo en Liepaja, resultados que le permiten terminar tercero en la clasificación general del certamen.
En 2018 con el apoyo de Hyundai debuta en la segunda cita del nacional de asfalto con el Hyundai i20 R5, el Sierra Morena, donde no consigue terminar por avería mecánica. En las dos citas siguientes, Canarias y Adeje logra la victoria y sufre otro abandono en Orense tras salirse de pista. En Ferrol es segundo por detrás de Pepe López y logra imponerse de nuevo en el Príncipe de Asturias donde vence por delante de Iván Ares con más de medio minuto de ventaja. En Llanes sin embargo cuando marchaba con gran ritmo abandonó de nuevo por avería mecánica. Tras esto, decide no acudir al rally de Cantabria, para centrarse en su participación en el Rally de Cataluña, hecho que lo descartaría definitivamente de la lucha por el título.
La temporada 2019 arrancó en el Sierra Morena donde vuelve a abandonar por un problema mecánico. En Canarias sufre un pinchazo que lo relega a la novena posición y en Adeje es segundo tras mantener una lucha con Iván Ares por el primer puesto. Días después el propio Suárez anuncia en las redes sociales que no continuaría de manera regular el campeonato de España y que se centraría en otros proyectos.
En 2020 regresa al campeonato nacional a tiempo completo de la mano del Grupo Recalvi, brindando una ajustada lucha con el piloto de Citroën Pepe López, decidiéndose a favor de éste en el último tramo del último rally del año, el Islas Canarias.
Para la temporada 2021, logra sacar adelante de nuevo junto al Grupo Recalvi un programa para participar en el nuevo Supercampeonato de España de Rallyes, en el que logra imponerse con autoridad frente a rivales de la talla de Jan Solans, Iván Ares o Surhayén Pernía.

## Resultados

### WRC
| Año  | Equipo                | Vehículo        | 1      | 2   | 3   | 4      | 5      | 6       | 7       | 8       | 9       | 10    | 11      | 12      | 13     | 14    | Posi. | Puntos |
| ---- | --------------------- | --------------- | ------ | --- | --- | ------ | ------ | ------- | ------- | ------- | ------- | ----- | ------- | ------- | ------ | ----- | ----- | ------ |
| 2010 | RMC Motorsport        | Ford Fiesta R2  | SWE    | MEX | JOR | TUR    | NZL    | POR     | BUL     | FIN     | DEU     | JPN   | FRA     | ESP Ret | GBR    |       | -     | 0      |
| 2014 | José Antonio Suárez   | Ford Fiesta R2  | MON    | SWE | MEX | POR 43 | ARG    | ITA     | POL Ret | FIN Ret | DEU     | AUS   | FRA     | ESP     | GBR    |       | -     | 0      |
| 2015 | Peugeot Sport España  | Peugeot 208 T16 | MON    | SWE | MEX | ARG    | POR    | ITA     | POL     | FIN     | DEU     | AUS   | FRA     | ESP 56  | GBR    |       | -     | 0      |
| 2016 | Peugeot Rally Academy | Peugeot 208 T16 | MON 17 | SWE | MEX | ARG    | POR 21 | ITA Ret | POL     | FIN     | GER 14  | CHN C | FRA Ret | ESP 37  | GBR 27 | AUS   | -     | 0      |
| 2018 | Hyundai Motor España  | Hyundai i20 R5  | MON    | SWE | MEX | FRA    | ARG    | POR     | ITA     | FIN     | GER Ret | TUR   | GBR     | ESP Ret | AUS    |       | -     | 0      |
| 2019 | José Antonio Suárez   | Škoda Fabia R5  | MON    | SWE | MEX | FRA    | ARG    | CHI     | POR     | ITA     | FIN     | GER   | TUR     | GBR     | ESP 19 | AUS C | 39    | 6      |

### WRC Academy / JWRC
| Año         | Equipo           | Vehículo       | 1       | 2       | 3      | 4     | 5       | 6       | Posi. | Puntos |
| ----------- | ---------------- | -------------- | ------- | ------- | ------ | ----- | ------- | ------- | ----- | ------ |
| 2011        | Privado          | Ford Fiesta R2 | POR Ret | ITA Ret | FIN 10 | GER 4 | FRA 2   | GBR 11  | 9º    | 32     |
| 2012        | Privado          | Ford Fiesta R2 | POR 5   | GRE 5   | FIN 4  | GER 2 | FRA 2   | ESP 1   | 2º    | 100    |
| 2013        | ACSM Rallye Team | Ford Fiesta R2 | POR 2   | GRE 1   | FIN 9  | GER 5 | FRA Ret | ESP Ret | 3º    | 69     |
| [ 7 ] [ 8 ] |                  |                |         |         |        |       |         |         |       |        |

### WRC 2
| Año  | Equipo                | Vehículo        | 1     | 2   | 3   | 4   | 5      | 6       | 7   | 8   | 9       | 10      | 11    | 12      | 13    | 14  | Posi. | Puntos |
| ---- | --------------------- | --------------- | ----- | --- | --- | --- | ------ | ------- | --- | --- | ------- | ------- | ----- | ------- | ----- | --- | ----- | ------ |
| 2015 | Peugeot Sport España  | Peugeot 208 T16 | MON   | SWE | MEX | ARG | POR    | ITA     | POL | FIN | DEU     | AUS     | FRA   | ESP 16  | GBR   |     |       |        |
| 2016 | Peugeot Rally Academy | Peugeot 208 T16 | MON 6 | SWE | MEX | ARG | POR 12 | ITA Ret | POL | FIN | GER 7   | FRA Ret | ESP 9 | GBR     | AUS   |     | 18º   | 16     |
| 2018 | Hyundai Motor España  | Hyundai i20 R5  | MON   | SWE | MEX | FRA | ARG    | POR     | ITA | FIN | GER Ret | TUR     | GBR   | ESP Ret | AUS   |     | -     | 0      |
| 2019 | José Antonio Suárez   | Škoda Fabia R5  | MON   | SWE | MEX | FRA | ARG    | CHI     | POR | ITA | FIN     | GER     | TUR   | GBR     | ESP 7 | AUS |       |        |

### Campeonato de España de Rally
| Año    | Equipo                | Automóvil                | 1       | 2       | 3       | 4       | 5       | 6      | 7       | 8       | 9       | 10      | 11     | Pos. | Puntos |
| ------ | --------------------- | ------------------------ | ------- | ------- | ------- | ------- | ------- | ------ | ------- | ------- | ------- | ------- | ------ | ---- | ------ |
| 2009   | José Antonio Suárez   | Citroën C2               | VIL     | CNR     | CAN     | RBX     | OUR     | FRR 35 | PRI 12  | VLL 20  | SRM Ret | CBR 20  | SHA 17 | ?    | ?      |
| 2010   | RMC Motorsport        | Renault Clio R3          | VIL 15  |         | CAN Ret | RBX 10  | OUR 11  |        | PRI Ret | VLL 7   | SRM 4   | RCM 13  |        | ?    | ?      |
| 2010   | RMC Motorsport        | Mitsubishi Lancer Evo X  |         | CNR Ret |         |         |         | FRR 6  |         |         |         |         |        | ?    | ?      |
| 2011   | RMC Motorsport        | Ford Fiesta R2           | VIL     | CNR     | CAN     | RBX     | ORN Ret |        |         |         |         |         |        | 30.º | 25     |
| 2011   | RMC Motorsport        | Citroën C2 R2 Max        |         |         |         |         |         | FRR    | PRA Ret |         |         |         |        | 30.º | 25     |
| 2011   | RMC Motorsport        | Mitsubishi Lancer Evo X  |         |         |         |         |         |        |         | VLL     | SRM     | RCM 4   |        | 30.º | 25     |
| 2012   | José Antonio Suárez   | Ford Fiesta R2           | CNR     | CAN     | RBX     | OUR Ret | FRR     | PRA    |         |         |         |         |        | -    | 0      |
| 2012   | José Antonio Suárez   | Citroën C2 R2 Max        |         |         |         |         |         |        | VLL Ret | SRM     | RCM     |         |        | -    | 0      |
| 2013   | ACSM Rallye Team      | Ford Fiesta R2           | CNR 11  | CAN 9   | RIA     | OUR Ret | FER     | PRI 6  | LLA 8   | SMO 5   |         |         |        | 10º  | 92.5   |
| 2013   | ACSM Rallye Team      | Mitsubishi Lancer Evo IX |         |         |         |         |         |        |         |         | MAD 1   |         |        | 10º  | 92.5   |
| 2014   | RMC Motorsport        | Mitsubishi Lancer Evo X  | CNR     | SMO     | RBX Ret | OUR     | BIE     | FER    | PDA     | LLA     | CAN     | MAD Ret |        | -    | 0      |
| 2017   | Peugeot Rally Academy | Peugeot 208 T16          | SMO     | ECI 10  | ADE     |         |         |        |         |         |         |         |        | 40.º | 18     |
| 2017   | Saintéloc Junior Team | Peugeot 208 T16          |         |         |         | OUR Ret | FER     | PDA    | LLA     | CAN     | MED     | MAD     |        | 40.º | 18     |
| 2018   | Hyundai Motor España  | Hyundai i20 R5           | COC     | SMO Ret | ECI 1   | ADE 1   | OUR Ret | FER 2  | PDA 1   | LLA Ret | CAN     | MED     | MAD 1  | 5º   | 178    |
| 2019   | Hyundai Motor España  | Hyundai i20 R5           | SMO Ret |         | ADE 2   | OUR     | COC     | FER    |         | LLA     | CAN     | MED     | MAD    | 8º   | 86     |
| 2019   | Rallye Team Spain     | Hyundai i20 R5           |         | ECI 9   |         |         |         |        |         |         |         |         |        | 8º   | 86     |
| 2019   | Recalvi Team          | Škoda Fabia R5           |         |         |         |         |         |        | PDA 1   |         |         |         |        | 8º   | 86     |
| 2020   | Recalvi Team          | Škoda Fabia Rally2 evo   | OUR 4   | FER 2   | PDA 1   | MED 1   | CAN 2   | MAD    |         |         |         |         |        | 2º   | 138    |
| [ 10 ] |                       |                          |         |         |         |         |         |        |         |         |         |         |        |      |        |

### Campeonato de España de Rally de Tierra
| Año  | Equipo                 | Vehículo                 | 1     | 2       | 3     | 4      | 5       | 6       | 7       | Posición | Puntos |
| ---- | ---------------------- | ------------------------ | ----- | ------- | ----- | ------ | ------- | ------- | ------- | -------- | ------ |
| 2009 | Pravia Autocompetición | Mitsubishi Lancer Evo X  | PAL   | GUI     | LAN   | LAN    | CAN     | CAN     | ECA Ret | -        | 0      |
| 2010 | RMC Motorsport         | Mitsubishi Lancer Evo X  | HUE 6 | POZ Ret | POZ 6 | GUI 10 | CAB Ret | RIO 2   | RIO 1   | 3º       | 122    |
| 2013 | ACSM Rallye Team       | Mitsubishi Lancer Evo IX | CER   | LOR     | URG   | BIE    | SER     | BIE Ret |         | -        | 0      |
| 2014 | ACSM Rallye Team       | Mitsubishi Lancer Evo IX | LOR 1 | GAL     | AND   | BIE    | CER     | RIO     |         | 17º      | 35     |
| 2017 | RMC Motorsport         | Peugeot 208 N5           | LOR 1 | NAV 2   | GAL 1 | CER 2  | EXT 1   | POZ     | CTG     | 1º       | 165    |

### Súper Campeonato de España de Rally
| Año  | Equipo       | Automóvil              | 1     | 2       | 3     | 4     | 5       | 6       | 7       | 8     | 9     | 10  | 11  | 12  | 13  | Pos. | Puntos |
| ---- | ------------ | ---------------------- | ----- | ------- | ----- | ----- | ------- | ------- | ------- | ----- | ----- | --- | --- | --- | --- | ---- | ------ |
| 2020 | Recalvi Team | Škoda Fabia Rally2 evo | LOR   | FER 2   | TDA   | NUC 1 | MAD     | CAN 1   |         |       |       |     |     |     |     | 3º   | 58     |
| 2021 | Recalvi Team | Škoda Fabia Rally2 evo | SMO 1 | LOR 2   | ADE   | TDA 1 | OUR 1   | FER 3   | PDA 1   | LLA 6 | MAD 1 | POZ | MED | CAN | LEO | 1º   | 270    |
| 2022 | Recalvi Team | Škoda Fabia Rally2 evo | LOR 9 | SMO Ret | POZ 2 | OUR 2 | PDA Ret | LLA Ret | NUC Ret | ADE   |       |     |     |     |     | 8º   | 83     |
| 2023 | Recalvi Team | Škoda Fabia RS Rally2  | SMO 4 | LOR 2   | CAN 4 | OUR 1 | PDA 1   | LLA 1   | CAT 2   | MED 1 | POZ 1 |     |     |     |     | 1º   | 279    |

| Predecesor: Alex Villanueva | Campeón CERT 2017  | Sucesor: Xavi Pons  |
| Predecesor: Pepe López      | Campeón S-CER 2021 | Sucesor: Pepe López |